# Mawson Station
Mawson Station – całoroczna stacja polarna należąca do Australii, położona na Ziemi Mac Robertsona na Antarktydzie Wschodniej.

## Położenie i warunki
Stacja znajduje się na odizolowanym występie skalnym na wybrzeżu kontynentu, nad małą zatoką Horseshoe Harbour, na wysokości ok. 5 m n.p.m. Średnia temperatura powietrza w styczniu (lato) to od -3 do +3 °C, a w sierpniu od -21 do -16 °C. Rekordowe zanotowane temperatury to +11 °C w styczniu i -36 °C w lipcu. Dominuje wiatr katabatyczny ze wschodu i południowego wschodu, jego średnia prędkość to prawie 40 km/h (w porywach do 248 km/h).

## Historia
Wybrzeże Ziemi Mac Robertsona zostało skartowane przez ekspedycję Douglasa Mawsona, który jest patronem stacji. Na zdjęciach wykonanych w trakcie amerykańskiej Operacji Highjump zauważona została mała zatoka o kształcie podkowy (Horseshoe Harbour), którą uznano za dobre miejsce do założenia stacji polarnej.
Stacja Mawson została otwarta w 1954 roku, jako druga placówka na południe od koła podbiegunowego (po argentyńskiej bazie San Martín) i od tamtego czasu pracuje nieprzerwanie. W pierwszym roku działania dziesięcioosobowy zespół polarników postawił zabudowania mieszkalne, przeznaczone dla zasilania, dwa magazyny i warsztat stolarski. Wraz z rozwojem stacji, w 1956 roku powstał pierwszy hangar dla samolotów na Antarktydzie. Do 1966 roku baza rozrosła się do ponad 50 budynków.

## Działalność
Badacze działający w stacji Mawson prowadzili badania wybrzeża na wschód do Lodowca Szelfowego Amery’ego, obserwacje lotnicze Lodowca Lamberta i Gór Księcia Karola, a także wyprawy na zachód od stacji, na Ziemi Enderby. Prowadzone są także badania z dziedzin fizyki górnej i środkowej atmosfery, fizyki promieni kosmicznych, geomagnetyzmu, sejsmologii, biologii, badań nad zmianami klimatu i medycyny polarnej.
Od początku działalności prowadzono również obserwacje meteorologiczne. Wykorzystywano do nich balon stratosferyczny, którego położenie śledzono z użyciem najpierw teodolitu, a później radaru. Prowadzono pomiary promieniowania słonecznego, mierzono prędkość wiatru, dawniej z użyciem anemometru. W latach 90. XX wieku stacja meteorologiczna była już w pełni zautomatyzowana.